# Wrath of the Titans
Wrath of the Titans är en fantasyfilm från 2012, regisserat av Jonathan Liebesman och återigen med Sam Worthington som spelar huvudrollen som Perseus. Filmen är uppföljaren till Clash of the Titans från 2010.
Filmen hade världspremiär den 30 mars 2012.

## Handling
Ett decennium har passerats efter Perseus (Sam Worthington) heroiska strid med den fruktade Kraken. Nu försöker han leva ett fridfullt liv som fiskare och den enda föräldern till sin 10-årige son Helius. Under tiden rasar maktkampen mellan Gudarna åter upp till ett fullskaligt krig. Försvagade av människans brist på tilltro får Gudarna allt svårare att ta kontrollen över de fängslade Titanerna. När Titanernas ledare Kronos, far till Zeus (Liam Neeson), Hades (Ralph Fiennes) och Poseidon (Danny Huston), allierar sig med Hades finns inte längre något hopp om fred och det faller på Perseus att leda Gudarna i ett sista slag där allt står på spel.

## Rollista
- Sam Worthington - Perseus, en grekisk hjälte och halvgud. Son till Zeus.[1]
- Liam Neeson - Zeus, härskaren av Olympen och ledaren av de grekiska gudarna.[1]
- Ralph Fiennes - Hades, underjordens gud.[1]
- Rosamund Pike - Andromeda, en drottning som följer med Perseus i strid.[1]
- Édgar Ramírez - Ares, krigets gud.[1]
- Bill Nighy - Hefaistos, en fallen gud vars förvridna kropp motsäger sitt olympiska ursprung.[1]
- Toby Kebbell - Agenor, en fängslad tjuv och son till Poseidon som går med Perseus på hans resa till Tartarus.[1]
- John Bell - Heleus
- Danny Huston - Poseidon, havets gud.[1]
- Lily James - Korrina
- Freddy Drabble - Apollon
- Kathryn Carpenter - Athena
- Martin Bayfield - Cyklopen
- Spencer Wilding - Minotauren